# Aleksandr Woronin (sztangista)
Aleksandr Nikiforowicz Woronin, ros. Александр Никифорович Воронин (ur. 23 maja 1951 w Czelabińsku, zm. 26 września 1992 w Myskach) – radziecki sztangista, złoty medalista olimpijski, wielokrotny mistrz świata oraz Europy w podnoszeniu ciężarów.

## Życiorys
Aleksandr Woronin był pierwszym wybitnym sowieckim sztangistą w wadze muszej, który w połowie lat 70. stał się jednym z najlepszych sztangistów świata w swojej wadze. Urodzony na Uralu, w 1974 awansował do radzieckiej kadry narodowej po zdobyciu srebrnego medalu w mistrzostwach ZSRR. Woronin zdobył złoto olimpijskie w 1976, był mistrzem świata w latach 1976–1977 i mistrzem Europy w latach 1976–1977 oraz 1979–1980. Zdobył także srebrne medale mistrzostw świata w 1975 i 1979 oraz mistrzostw Europy w 1975. W kraju, oprócz srebra z 1974, był mistrzem wagi muszej w 1975 i 1979, jak również zdobył Puchar Związku Radzieckiego w 1975 i 1980. Podczas swojej kariery ustanowił czternaście rekordów świata w wadze muszej: 7 w rwaniu, 4 w podrzucie i 3 w dwuboju.
Woronin wycofał się ze sportu po tym, jak nie został wybrany do radzieckiej drużyny olimpijskiej w 1980 i przez resztę życia pracował w fabryce chemicznej w mieście Myski. Zmarł we wrześniu 1992 w wyniku obrażeń odniesionych po upadku podczas próby przejścia na swój balkon z balkonu sąsiada przy pomocy kabla antenowego TV, po tym, jak zatrzasnął własne mieszkanie. Od 1993 w Nowokuźniecku odbywa się turniej na jego cześć.
Jego syn, Dmitrij, również został sztangistą – w 2006 zdobył we Władysławowie tytuł mistrza Europy w wadze piórkowej.

## Starty olimpijskie
- Montreal 1976 –  złoty medal (waga musza)

## Mistrzostwa świata
- Moskwa 1975 –  srebrny medal (waga musza)
- Montreal 1976 –  złoty medal (waga musza) – mistrzostwa rozegrano w ramach zawodów olimpijskich
- Stuttgart 1977 –  złoty medal (waga musza)
- Saloniki 1979 –  srebrny medal (waga musza)

## Mistrzostwa Europy
- Moskwa 1975 –  srebrny medal (waga musza)
- Berlin 1976 –  złoty medal (waga musza)
- Stuttgart 1977 –  złoty medal (waga musza)
- Warna 1979 –  złoty medal (waga musza)
- Belgrad 1980 –  złoty medal (waga musza)